# Neobidessus persimilis
Neobidessus persimilis is een keversoort uit de familie waterroofkevers (Dytiscidae). De soort werd voor het eerst wetenschappelijk beschreven in 1895 door Régimbart.